# Christel Meinel
Christel Meinel-Stumpf, geschiedene Meinel-Buse (* 24. Dezember 1957 als Christel Meinel), ist eine ehemalige deutsche Skilangläuferin, die für den SC Dynamo Klingenthal und die DDR-Nationalmannschaft startete. Ihr größter Erfolg war der Gewinn der Silbermedaille mit der 4x5km-Staffel bei den Nordischen Skiweltmeisterschaften 1978 im finnischen Lahti.

## Leben
Christel Meinel ist die jüngere Schwester des Langläufers und Olympiateilnehmers Dieter Meinel. Sie stand bereits mit drei Jahren auf Skiern und eiferte ihrem großen Bruder nach. Nach guten Leistungen im Nachwuchs wurde sie mit 13 Jahren an die Kinder- und Jugendsportschule in Klingenthal delegiert. Ihr erster großer internationaler Wettkampf waren die Junioren-Europameisterschaften im März 1974 im französischen Autrans, wo die damals 16-jährige Staffelsilber gewann und über die 5 km einen 6. Platz erkämpfte.
1975 konnte sich Meinel ihre ersten DDR-Meisterschaftsmedaillen erkämpfen. Über die 5-km-Sprintstrecke war ihre Bronzemedaille auch für die Fachwelt überraschend, zumal sie mit Barbara Petzold eine zu diesem Zeitpunkt schon erfolgreiche Athletin hinter sich ließ. Hinzu kam noch Staffelbronze, wobei die Mannschaft des SC Dynamo Klingenthal dabei von einer Disqualifikation der Staffelsiegerinnen des SC Motor Zella-Mehlis profitierte. Bei den Junioren-Europameisterschaften im finnischen Lieto, die Ende Februar 1975 stattfanden, konnte Meinel zusammen mit Marion Büchner und Gabriele Kleditzsch die Silbermedaille vom Vorjahr verteidigen, während sie über 5 km nur Platz 21 erreichte. 
In der nachfolgenden olympischen Saison 1976 konnte sich Meinel in vier Ausscheidungsrennen neben Barbara Petzold, Sigrun Krause, Monika Debertshäuser und Veronika Schmidt den fünften Startplatz als Ersatzfrau für die 4x5km-Staffel und damit die Nominierung für die Olympischen Winterspiele in Innsbruck vor der unterlegenen Marion Büchner sichern. Bei den olympischen Wettbewerben selbst kam sie jedoch in keinem Rennen zum Einsatz. Die sportlich für Meinel eher enttäuschende Saison schloss die Klingenthalerin mit Staffelbronze bei den DDR-Meisterschaften ab. Die nacholympische Saison 1977 hatte mit den DDR-Skimeisterschaften Mitte Februar in Oberwiesenthal ihren Höhepunkt. Dort konnte die damals 19-jährige Meinel unter Beweis stellen, dass ihre Langlaufkarriere noch nicht vorbei war. Für die Fachwelt überraschend gewann sie über die 10-km-Distanz die Bronzemedaille, allerdings nur mit einer Sekunde Abstand zur Zweitplatzierten Sigrun Krause. Diesem Ausrufezeichen ließ Meinel mit der Staffel des SC Dynamo Klingenthal noch die Silbermedaille folgen.
Die Saison 1978 sollte sich schließlich zu Meinels bester Saison entwickeln. Den ersten Paukenschlag setzte sie bei den 30. DDR-Meisterschaften in Schmiedefeld über die 10-km-Entscheidung, als sie in Abwesenheit von Barbara Petzold und Veronika Schmidt ihren ersten DDR-Meistertitel holte. Zwei Tage später konnte sie diesen Triumph über die 5-km-Sprintstrecke wiederholen. Dem Doppelerfolg folgte einen Tag später noch Staffelsilber mit dem SC Dynamo Klingenthal. Nun kamen auch die DDR-Auswahltrainer an Meinel nicht mehr vorbei. Die Nominierung für die Nordische Ski-WM im finnischen Lahti folgte im Anschluss an die DDR-Meisterschaften. Allerdings war Meinel neben Barbara Petzold, Birgit Schreiber, Veronika Schmidt, Sigrun Filbrich-Krause und Marlies Rostock eine von sechs nominierten Skilangläuferinnen. Bei der WM entpuppte sich Meinel jedoch als leistungsstärkste DDR-Vertreterin. Im Auftaktrennen über 10 km belegte sie den neunten Platz, im 5-km-Sprint erreichte sie Platz fünf. Nachdem die stärker eingeschätzten Filbrich-Krause und Schmidt in den Einzelentscheidungen eher enttäuschend abschnitten, entschieden sich die Auswahltrainer für eine Staffel mit den erst 17-jährigen Birgit Schreiber und Marlies Rostock, der erfahrenen Barbara Petzold und Christel Meinel als Schlussläuferin. In einem packenden Staffelrennen, in dem insgesamt 14-mal die Führung wechselte, entwickelte sich unter den neun angetretenen Staffeln schnell ein Dreikampf zwischen den Mannschaften aus Finnland, der UdSSR und der DDR. Christel Meinel übernahm schließlich an dritter Stelle die Schlussrunde und konnte nach drei Kilometern Galina Kulakowa abschütteln und an der führenden Finnin Helena Takalo bis ins Ziel dranbleiben. Am Ende wurde Meinel nur um vier Sekunden von der Finnin geschlagen. Christel Meinel konnte mit WM-Silber ihren bis dahin größten Triumph verbuchen. Über die erstmals ausgetragene 20-km-Distanz erlief sie drei Tage später nochmals einen hervorragenden zehnten Platz. Der Lohn für diese überaus erfolgreiche Saison war im Juni 1978 die offizielle Berufung zur Olympiakandidatin für die Olympischen Spiele 1980 in Lake Placid.
In der vorolympischen Saison 1979 waren für die Langläuferinnen das Damenskirennen in Mühlleithen, die Testwettkämpfe in Lake Placid und mehrere Weltcuptestläufe die entscheidenden Wettbewerbe. Allerdings hatte Christel Meinel mit einem achtwöchigen Trainingsausfall durch einen Bänderriss zu kämpfen. Dennoch schlug sie sich in Mühlleiten als auch bei anderen Weltcuprennen achtbar, gehörte bei Staffelrennen zur ersten DDR-Staffel. Folgerichtig gehörte Meinel auch zum Aufgebot, welches Anfang Februar zu den vorolympischen Testwettkämpfen nach Lake Placid flog. Neben ihr waren noch Barbara Petzold, Marlies Rostock und Marion Büchner nominiert. Bei den Rennen über 5 und 10 km schlug sich das DDR-Quartett achtbar, über 10 km landeten alle vier Athletinnen unter den ersten zehn. Die Witterungsbedingungen ließen allerdings zu wünschen übrig, beim 5-km-Lauf herrschten Temperaturen von −25 °C. Für Christel Meinel bedeutete die Reise in die USA ihr Karriereende. Aus Gründen, die sie bis heute nicht nennen möchte, musste sie nach der Saison 1979 ihren Abschied vom Leistungssport nehmen, und das mit gerade einmal 21 Jahren. Bei den DDR-Meisterschaften der Frauen Ende März 1979 in Oberwiesenthal holte sie mit der Klingenthaler Staffel nochmal eine Bronzemedaille, danach war es mit dem Leistungssport vorbei. Ein Fingerzeig für das Karriereende könnte die im Juli 1979 in Klingenthal stattgefundene Hochzeit mit dem Skisprungweltmeister von 1978 Matthias Buse gewesen sein. Liebesbeziehungen unter Leistungssportlern waren von der NOK-Führung nicht gern gesehen und das bis dahin kinderlose Paar hätte in Lake Placid nach damaligem Sprachgebrauch auch republikflüchtig werden können. 
Christel Meinel absolvierte in der Folge eine Ausbildung zur Physiotherapeutin. Aus der mittlerweile geschiedenen Ehe mit Matthias Buse entsprangen zwei Töchter. Nach der politischen Wende führte Christel Meinel ein Eiscafé in Klingenthal. Im Jahr 2000 musste sie sich einer Operation unterziehen und bekam ein künstliches Kniegelenk, auch eine Folge des Leistungssports. Nach weiteren Operationen bezieht sie mittlerweile EU-Rente und geht einem Mini-Job nach.